# Truchtersheim
Truchtersheim és un municipi nou francès, situat al departament del Baix Rin i a la regió del Gran Est.
Forma part del cantó de Bouxwiller, del districte de Saverne i de la Comunitat de comunes del Kochersberg.
Creat a l'1 de gener de 2016 amb la fusió del municipis de Truchtersheim i Pfettisheim.